# استامبولیسکی (روستای بلغارستان)
استامبولیسکی (به بلغاری: Stamboliyski) روستایی در بلغارستان است که در شهرستان هاسکوفو واقع شده‌است.